# (18263) Anchialos
(18263) Anchialos (5167 T-2) – planetoida z grupy trojańczyków okrążająca Słońce w ciągu 11,69 lat w średniej odległości 5,15 j.a. Odkryta 25 września 1973 roku.